# VVVVVV

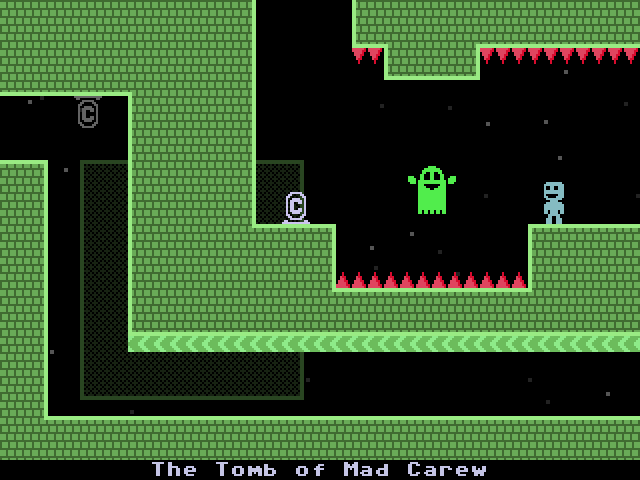
El personaje que controla el jugador (derecha), tiene que evitar los obstáculos (pinchos) y enemigos (fantasma) controlando la gravedad

VVVVVV es un videojuego 2D de plataformas y puzles, creado usando Adobe Flash. Está disponible para GNU/Linux, Microsoft Windows, Mac OS, Nintendo 3DS, PlayStation Vita, PlayStation 4, Nintendo Switch, iOS, Android, Ouya y Pandora.
El juego fue desarrollado por Terry Cavanagh, conocido por ser creador de otros juegos como Super Hexagon, y fue lanzado al mercado en el 2010, mucho después de que estuviera disponible una demo en línea. El juego se portó a C++ por Simon Roth y así a varias plataformas, entre ellas GNU/Linux y Mac OS X, además fue incluido en el Humble Indie Bundle #3.
En enero de 2020, para coincidir con el aniversario de 10 años del juego, Terry Cavanagh puso el código fuente disponible al público en GitHub.

## Banda sonora
La banda sonora del juego, PPPPPP, creada por Magnus Pålsson, ha sido muy aclamada por la crítica. La banda sonora consta de poco más de media hora de música. Fue lanzada por separado el mismo mes en que el juego salió al mercado, enero de 2010. 

## Críticas
Las críticas han respondido muy bien al juego, dándole una calificación de 83% en Metacritic. La revista Edge la calificó como 8/10 en su revisión. Kotaku alabó el "increíblemente inteligente diseño de los niveles y su espectacular presentación retro audio-visual", pero admitió que, por su dificultad, el juego puede "ser increíblemente frustrante". GamesRadar le otorgó al juego 8/10, llamándolo "un bonito juego, con una gran cantidad de desafíos, buena atmósfera y bien pulido".

## No Death Mode
El objetivo de este modo es simple pero tiene una gran dificultad, lo único que tienes que hacer es pasar el juego sin morir. Después de esto te dan el logro "Master of Universe", Además de que tienes la opción de quitar o dejar las cinemáticas.

## Editor
En la versión 2.0 del juego, el creador añadió la posibilidad de hacer tus propios niveles. Este modo viene con aproximadamente 20 niveles extra.
Con el click izquierdo se añaden los objetos y con el derecho se quitan. Los objetos se escogen con R,T,Y,U,I,O,P y las teclas numéricas. Con los botones F1 a F5, F10, W y E se añden otros ajustes.